# Mausoleum van Theodorik
Het Mausoleum van Theodorik (Italiaans: Mausoleo di Teodorico) is een monument net buiten de Italiaanse stad Ravenna. Het mausoleum is in 520 gebouwd door de Ostrogotische koning Theodorik de Grote als zijn toekomstige graftombe. Theodorik werd hier begraven na zijn dood in 526.
Het mausoleum is een van de acht gebouwen in Ravenna die op de Werelderfgoedlijst van UNESCO staan.
Het huidige bouwwerk kent twee delen gemaakt van steen uit Istrië. Een decagonale ofwel tienhoekige basis waarop een tweede decagonale bovenbouw is geplaatst. Beide delen zijn toegankelijk via een kleine deur. In de bovenkamer is een sarcofaag van porfier geplaatst. De sarcofaag is pas in de 17e eeuw opnieuw in het mausoleum teruggeplaatst, nadat het tijdens het Byzantijnse tijdperk was verwijderd. Het dak wordt gevormd door een deksteen uit één stuk steen uit Istrië met een doorsnede van circa 11 meter en een hoogte van 3 meter, met een geschat gewicht van 300.000 kilogram.
Over het gebruik van de twee ruimtes bestaat geen eenduidigheid. Vermoedelijk werd de bovenkamer als gebedsruimte gebruikt en bevond de sarcofaag zich vroeger in de benedenkamer.
In de late 19e eeuw is het mausoleum deels uitgegraven en gerenoveerd nadat het onder water was komen te staan en in verval was geraakt.
Een bezoek aan het mausoleum van Theodorik maakte onderdeel uit van de Grand tour, de rondreis die de Engelse mannelijke elite tussen de 18e en begin 20e eeuw veelal maakte.

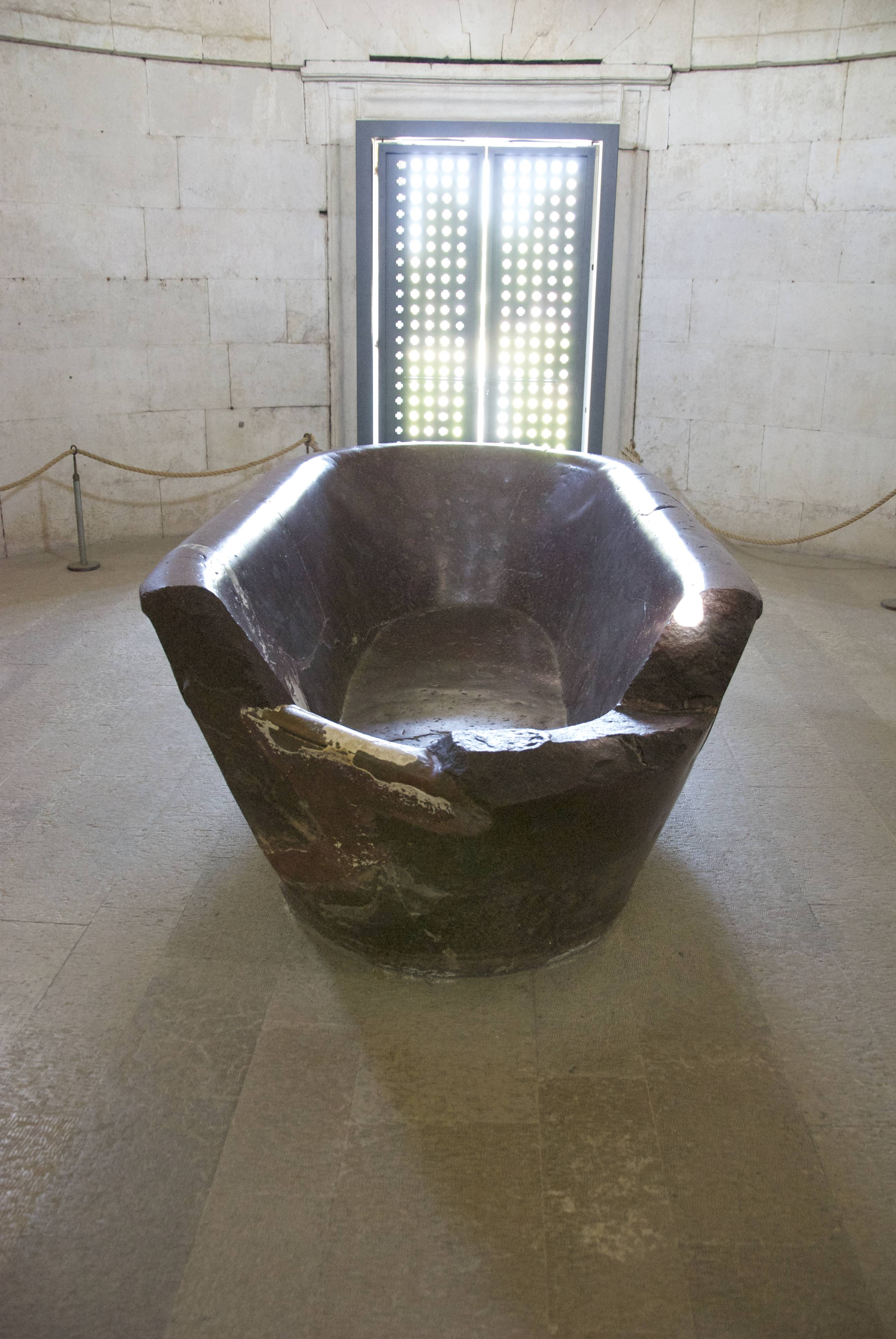
Sarcofaag

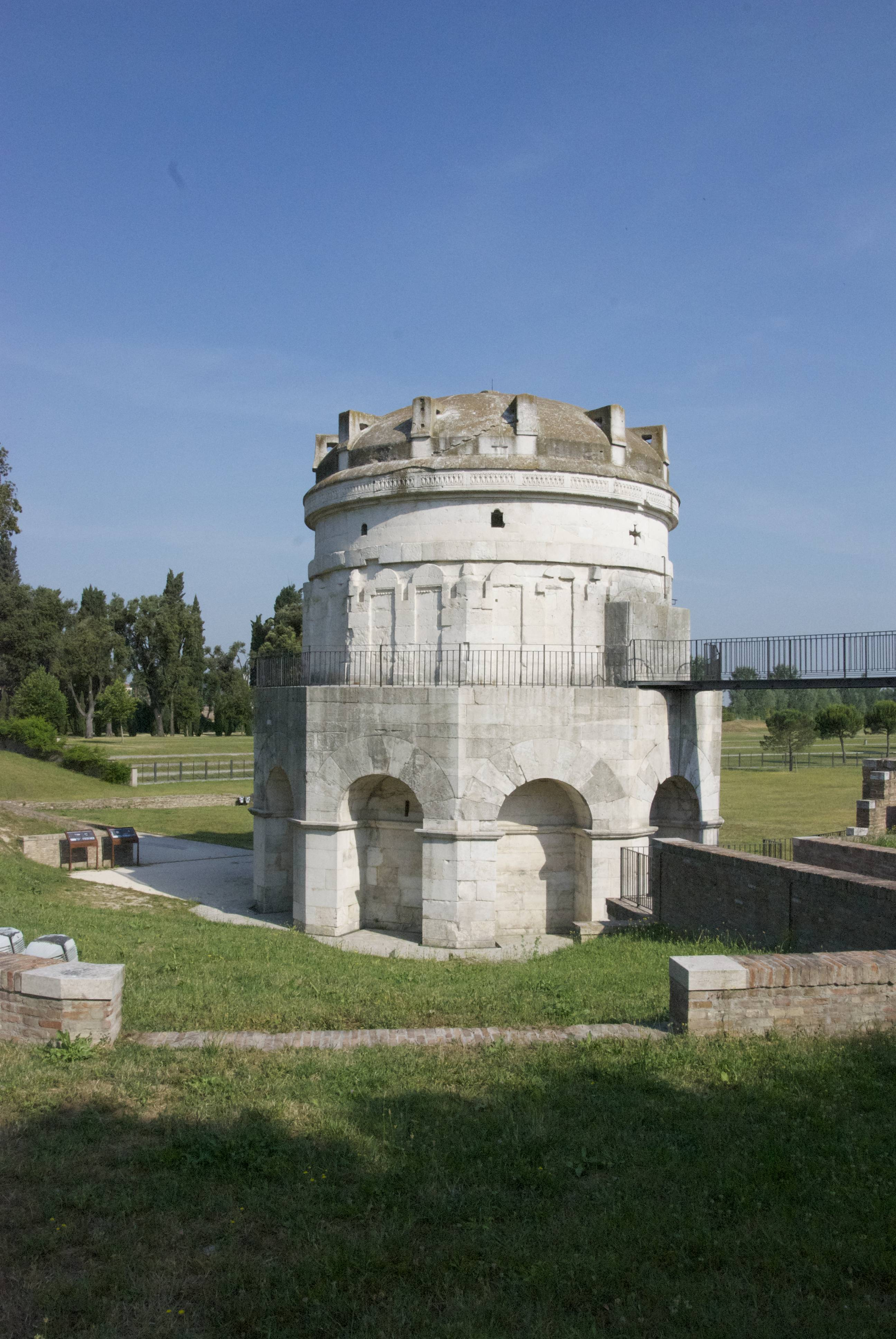
Achteraanzicht